# Shonks Brook
Der Shonks Brook ist ein Wasserlauf in Essex, England. Er entsteht nördlich von Hastingwood und fließt in südlicher Richtung bis zu seiner Mündung in den Cripsey Brook.